# Jhang
Jhang (Urdu جھنگ; Panjabi چنگ / ਝੰਗ) ist eine pakistanische Stadt am Fluss Chanab. Die 414.131 Einwohner (Stand 2017) zählende Stadt ist auch die Hauptstadt des gleichnamigen Distrikts Jhang in der Provinz Punjab.